# Cécile Renault
Cécile-Aimée Renault (1774-17 de junio de 1794) fue una monárquica francesa acusada de intentar asesinar a Maximilien Robespierre durante el Reinado del Terror.

## Intento de asesinato

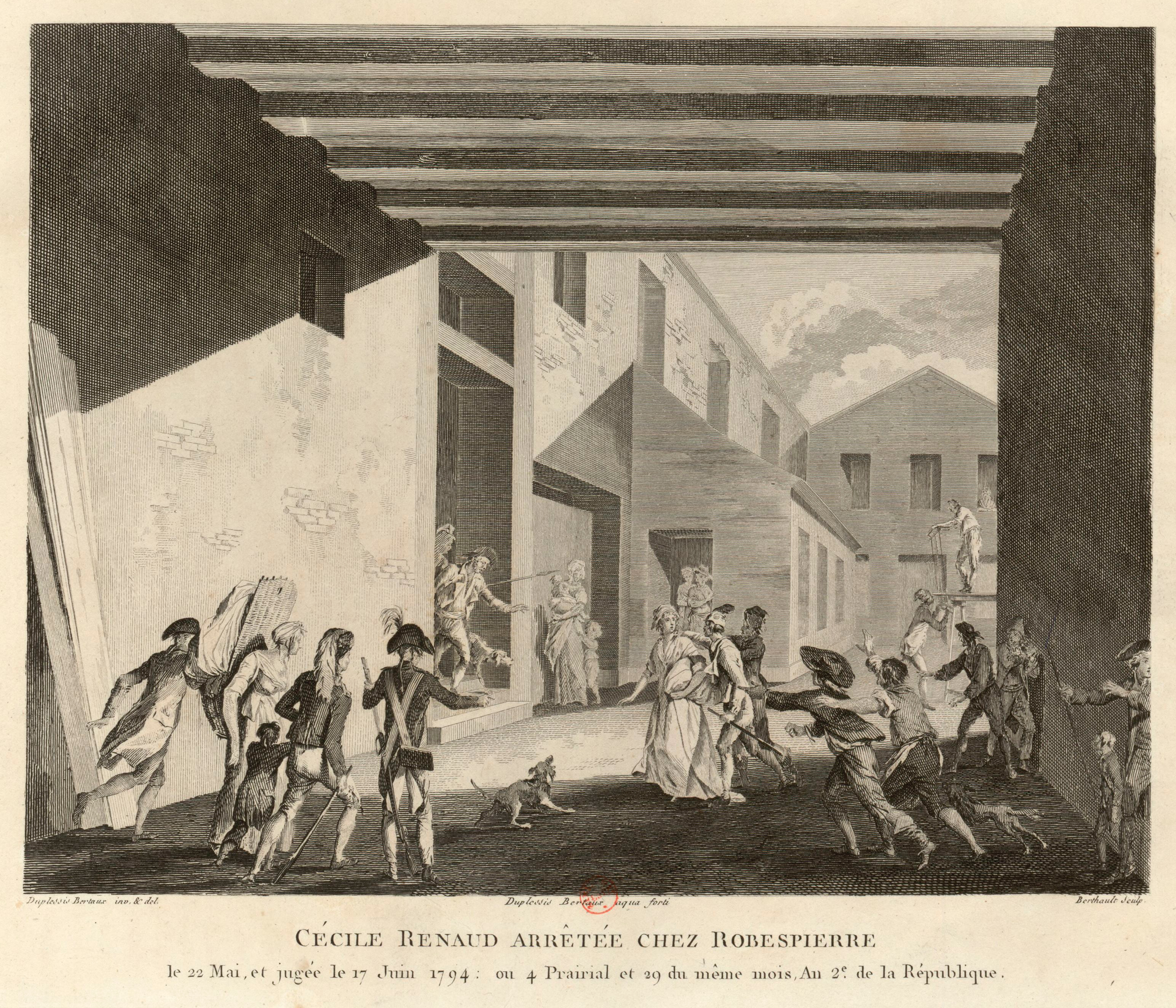
Cécile Renault arrestada en casa de Robespierre. Grabado de Charles François Gabriel Le Vachez y Jean Duplessi-Bertaux (1802).

Renault se dirigió a la casa de Robespierre la tarde del 22 de mayo de 1794, llevando un paquete, una cesta y algo de ropa bajo el brazo para ocultar las armas que portaba consigo. Fue capaz de acceder a la casa gracias a su edad y apariencia juvenil, teniendo entre diecinueve y veinte años en ese momento. Los guardias permitieron que Renault viese a Robespierre, no sin antes hacerla esperar en la antecámara del diputado.
Tras varias horas, Renault pidió ver a Robespierre de inmediato, argumentando que "un hombre público debe recibir a todas horas a aquellos que tienen ocasión de acercársele". Tras su arresto, dijo que simplemente tenía ganas de ver "cómo luce un tirano", afirmando también que "preferiría tener un rey que cincuenta mil".
Los guardias de Robespierre registraron su ropa y su cesta, hallando los dos cuchillos con los que Renault pretendía matarlo, varios papeles y una muda limpia. Tras ser puesta bajo arresto, Robespierre y sus guardias relacionaron este intento de asesinato con otros atentados cometidos durante el Reinado del Terror, como el asesinato de Jean-Paul Marat a manos de Charlotte Corday en 1793.
Quienes interrogaron a Renault sugirieron que el intento de asesinato se trataba de una represalia debido a que su amante había sido condenado recientemente a morir en la guillotina por el Comité de Salvación Pública.

## Juicio y ejecución

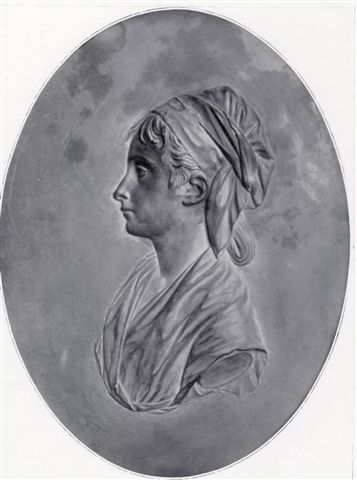
Cécile Renault ante el Tribunal Revolucionario. Medallón realizado a partir de un diseño de Pajou

Renault fue rápidamente interrogada, afirmando que la ropa que llevaba consigo era para su estancia en prisión, consciente de que sería detenida, insistiendo en que "nunca había hecho daño a ningún ser vivo". Posteriormente reconoció que esperaba ser guillotinada y que deseaba llevar un vestido decente para la ocasión. Sólo se le permitió vestir harapos durante su estancia en prisión. A Renault, su familia y varios otros que la conocían pero no tenían constancia del intento de asesinato les fueron entregadas camisas rojas como señal que los identificaba como asesinos. Robespierre incluyó al padre, hermano y tía de Renault entre los cómplices de su intento de asesinato, siendo todos ellos condenados a muerte. Existe discrepancia entre los historiadores sobre si Renault llevó consigo algún arma o si su intento de asesinar a Robespierre fue producto de un arrebato. Su confesión sobre su apoyo a la monarquía se considera prueba de la existencia de los cuchillos escondidos con los que pretendía llevar a cabo el atentado.
Su juicio fue supervisado por Antoine Quentin Fouquier de Tinville, quien fue interrumpido por Renault respecto de los cargos que se le imputaban, llegando incluso a burlarse de la autoridad que conducía el proceso.
Renault fue ejecutada el 17 de junio de 1794. Según testigos, se la vio brevemente angustiada durante el trayecto al patíbulo, sonriendo a continuación y acercándose al cadalso en cuanto llegó su turno. La ejecución de Cécile Renault y su familia fue vista por el Comité de Salvación Pública como una conspiración monárquica.
- Datos: Q275583
- Multimedia: Cécile Renault / Q275583